# Jacques Perrin
Jacques Perrin, pseudonimo di Jacques-André Simonet (Parigi, 13 luglio 1941 – Parigi, 21 aprile 2022), è stato un attore, regista e produttore cinematografico francese.

## Biografia
Suo padre, Alexandre Simonet, è stato un regista teatrale, mentre Perrin è il cognome della madre Marie, anch'essa attrice. Perrin frequentò il Conservatoire national d'art dramatique de Paris per diventare attore. I primi ruoli giovanili gli vennero assegnati dal regista italiano Valerio Zurlini, che lo affiancò a Claudia Cardinale nella commedia romantica La ragazza con la valigia (1961) e a Marcello Mastroianni nel film Cronaca familiare (1962), in cui Perrin interpretò il ruolo del giovane Lorenzo. In quegli stessi anni interpretò per più di 400 volte L'Année du bac sui palcoscenici teatrali parigini.
Nel 1966 vinse due premi come miglior attore al Festival di Venezia per il film italiano Un uomo a metà e per il film spagnolo La busca. Alla fine del decennio creò uno studio cinematografico e coprodusse il famoso Z - L'orgia del potere (1969), diretto da Costa-Gavras e interpretato da Jean-Louis Trintignant, Yves Montand, e Irene Papas. Il film, in cui Perrin apparve anche come attore, ottenne un premio Oscar al miglior film straniero nel 1970. La collaborazione con Costa-Gavras proseguì con i film L'Amerikano (1973) e L'affare della Sezione Speciale (1975), pellicole di forte impegno politico, impegno che Perrin mantenne anche in seguito con un documentario sulla rivolta algerina, La guerre d'Algérie (1975) e con il film La spirale, sul presidente cileno Salvador Allende. Nel 1973 lavorò come attore e produttore in Home Sweet Home, il film di Benoît Lamy su una rivolta in una casa di riposo. La pellicola, in cui Perrin e Claude Jade, nei ruoli di un assistente sociale e di un'infermiera, erano gli unici giovani attori protagonisti, vinse 14 premi internazionali. 
Perrin produsse un altro film da Oscar nel 1976, Bianco e nero a colori, del regista Jean-Jacques Annaud. Nel 1977 intraprese la produzione de Il deserto dei Tartari, di Valerio Zurlini, nuovamente con Trintignant, in cui interpretò anche il ruolo del giovane protagonista, il tenente Giovanni Drogo. Il cast, che includeva anche Max von Sydow e Vittorio Gassman, non ebbe il successo sperato e causò a Perrin notevoli difficoltà finanziarie, sebbene vincesse il Grand prix du cinéma français. Sempre nel 1977 produsse L'uomo del fiume di Pierre Schoendoerffer.
Nel 1988 interpretò il ruolo di Salvatore da adulto nel successo internazionale Nuovo Cinema Paradiso di Giuseppe Tornatore. Notevole e degna di nota fu anche la sua interpretazione ne In nome del popolo sovrano (1990) di Luigi Magni, film storico-risorgimentale di produzione italiana, dove recitò nelle vesti del frate barnabita Ugo Bassi. Ottenne poi grande successo con film sugli animali, come Microcosmos - Il popolo dell'erba (1996) e Il popolo migratore (2001), entrambi prodotti dal suo studio Galatée Films. Nel 1998 affiancò Barbara Enrichi e Anna Bonaiuto nel film Prima la musica, poi le parole. Nel 2004 interpretò il ruolo dell'anziano Pierre Morhange, narratore del film Les choristes - I ragazzi del coro, di cui fu anche produttore e dove ebbe al suo fianco il figlio Maxence.
È morto a Parigi il 21 aprile 2022 a 80 anni.

## Vita privata
Sposato con la direttrice della fotografia Valentine Perrin, aveva tre figli, Mathieu (1975), Maxence (1995) e Lancelot (2000).

## Filmografia

Perrin nel film La ragazza con la valigia del 1961

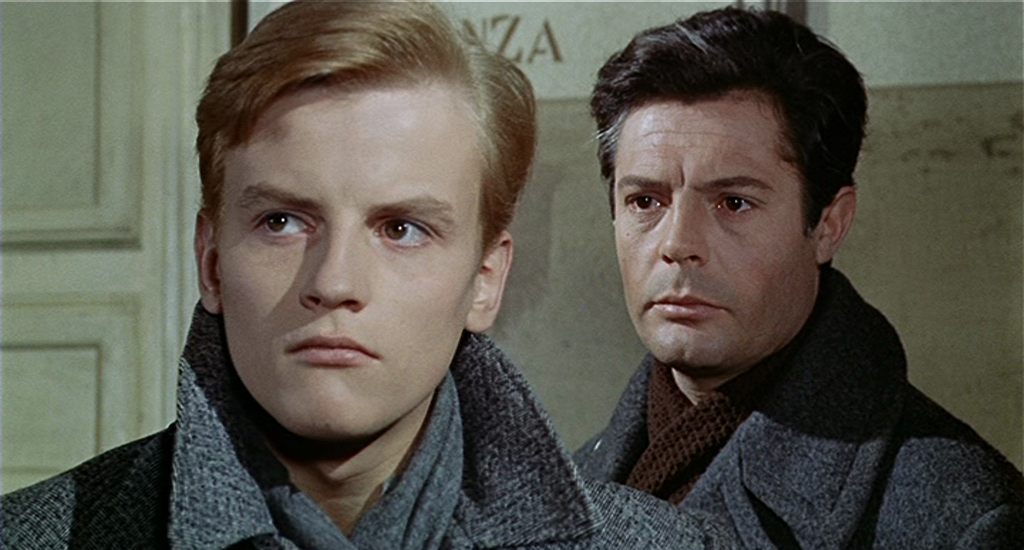
Perrin con Marcello Mastroianni nel film Cronaca familiare del 1962

### Attore

#### Cinema
- Mentre Parigi dorme (Les Portes de la nuit), regia di Marcel Carné (1946) (non accreditato)
- La Peau de l'ours, regia di Claude Boissol (1957)
- Peccatori in blue-jeans (Les Tricheurs), regia di Marcel Carné (1958) (non accreditato)
- La Verte moisson, regia di François Villiers (1959)
- La verità (La Vérité), regia di Henri-Georges Clouzot (1960)
- Le ninfette (Les Nymphettes), regia di Henri Zaphiratos (1961)
- La ragazza con la valigia, regia di Valerio Zurlini (1961)
- Les croulants se portent bien, regia di Jean Boyer (1961)
- Il sole sulla pelle (Le Soleil dans l'oeil), regia di Jacques Bourdon (1962)
- Cronaca familiare, regia di Valerio Zurlini (1962)
- I caldi amori (Et Satan conduit le bal), regia di Grisha Dabat (1962)
- Il fornaretto di Venezia, regia di Duccio Tessari (1963)
- La corruzione, regia di Mauro Bolognini (1963)
- La calda vita, regia di Florestano Vancini (1963)
- Oltraggio al pudore, regia di Silvio Amadio (1964)
- L'amore e la chance, episodio La fiancés de la chance, regia di Eric Schlumberger (1964)
- 317º battaglione d'assalto (317eme section), regia di Pierre Schoendoerffer (1964)
- Vagone letto per assassini (Compartiment tueurs), regia di Costa-Gavras (1965)
- Rose rosse per Angelica, regia di Steno (1966)
- La linea di demarcazione (La Ligne de démarcation), regia di Claude Chabrol (1966)
- Un uomo a metà, regia di Vittorio De Seta (1966)
- Josephine (Les Demoiselles de Rochefort), regia di Jacques Demy (1967)
- Il 13º uomo (Un homme de trop), regia di Costa-Gavras (1967)
- La busca, regia di Angelino Fons (1967)
- Orizzonte rosso (L'Horizon), regia di Jacques Rouffio (1967)
- Un ragazzo e una ragazza (Le grand dadais), regia di Pierre Granier-Deferre (1967)
- Il caldo amore di Evelyn (La Petite vertu), regia di Serge Korber (1968)
- La schiuma dei giorni (L'écume des jours), regia di Charles Belmont (1968)
- La ragazza della notte (Vivre la nuit), regia di Marcel Camus (1968)
- L'américain, regia di Marcel Bozzuffi (1969)
- Z - L'orgia del potere (Z), regia di Costa-Gavras (1969)
- L'invitata, regia di Vittorio De Seta (1969)
- La favolosa storia di Pelle d'Asino, regia di Jacques Demy (1970)
- Goya, historia de una soledad, regia di Nino Quevedo (1971)
- Blanche, un amore proibito, regia di Walerian Borowczyk (1971)
- L'étrangleur, regia di Paul Vecchiali (1972)
- L'Amerikano (État de siège), regia di Costa-Gavras (1972)
- Home Sweet Home, regia di Benoît Lamy (1973)
- L'affare della Sezione Speciale (Section spéciale), regia di Costa-Gavras (1975)
- Il deserto dei Tartari, regia di Valerio Zurlini (1976)
- L'uomo del fiume (Le Crabe-tambour), regia di Pierre Schoendoerffer (1977)
- Una donna due passioni (La Part du feu), regia di Étienne Périer (1978)
- L'adoption, regia di Marc Grunebaum (1979)
- Commando d'assalto (La légion saute sur Kolwezi), regia di Raoul Coutard (1980)
- Une robe noire pour un tueur, regia di José Giovanni (1981)
- La disubbidienza, regia di Aldo Lado (1981)
- Le sang du flamboyant, regia di François Migeat (1981)
- I quarantesimi ruggenti (Les quarantièmes rugissants), regia di Christian de Chalonge (1982)
- L'Honneur d'un capitaine, regia di Pierre Schoendoerffer (1982)
- Il giudice (Le Juge), regia di Philippe Lefebvre (1984)
- La medusa (L'année des méduses), regia di Christopher Frank (1984)
- Amore e musica (Paroles et musique), regia di Élie Chouraqui (1985)
- Ventiduesima vittima... nessun testimone (Parole de flic), regia di José Pinheiro (1985)
- Nuovo Cinema Paradiso, regia di Giuseppe Tornatore (1988)
- Vanille fraise, regia di Gérard Oury (1989)
- Fuga dal paradiso, regia di Ettore Pasculli (1990)
- Stanno tutti bene, regia di Giuseppe Tornatore (1990)
- In nome del popolo sovrano, regia di Luigi Magni (1990)
- La contre-allée, regia di Isabel Sebastian (1991)
- Rien que des mensonges, regia di Paule Muret (1991)
- L'ombre, regia di Claude Goretta (1992)
- Les eaux dormantes, regia di Jacques Tréfouel (1992)
- Il lungo silenzio, regia di Margarethe von Trotta (1993)
- La corsa dell'innocente, regia di Carlo Carlei (1993)
- C'è Kim Novak al telefono, regia di Riki Roseo (1994)
- Les hirondelles ne meurent pas à Jerusalem, regia di Ridha Behi (1994)
- Un amour aveugle, regia di Michaëla Watteaux (1994)
- Montparnasse-Pondichéry, regia di Yves Robert (1994)
- Les enfants de Lumière (1995) (voce)
- Le silence des fusils, regia di Arthur Lamothe (1996)
- Love in Ambush, regia di Carl Schultz (1997)
- Prima la musica, poi le parole, regia di Fulvio Wetzl (1998)
- C'est pas ma faute!, regia di Jacques Monnet (1999)
- Scènes de crimes, regia di Frédéric Schoendoerffer (2000)
- Il patto dei lupi (Le Pacte des loups), regia di Christophe Gans (2002)
- Ti voglio bene Eugenio, regia di Francisco José Fernandez (2002)
- Là-haut, un roi au-dessus des nuages, regia di Pierre Schoendoerffer (2003)
- Les choristes - I ragazzi del coro (Les choristes), regia di Christophe Barratier (2004)
- L'enfer, regia di Danis Tanović (2005)
- Le Petit Lieutenant, regia di Xavier Beauvois (2005)
- Remi, regia di Antoine Blossier (2018)
- Goliath, regia di Frédéric Tellier (2022)

#### Televisione
- Pablo est mort, regia di Philippe Lefebvre (1983)
- L'herbe rouge, regia di Pierre Kast (1985)
- L'ordre, regia di Étienne Périer (1985)
- Il generale, regia di Luigi Magni (1987)
- Nessuno torna indietro, regia di Franco Giraldi (1987)
- Race for the Bomb, regia di Jean-François Delassus e Allan Eastman (1987)
- Médecins des hommes (1988)
- Manon Roland, regia di Édouard Molinaro (1989)
- Il ricatto, regia di Tonino Valerii (1989)
- Solo, regia di Sandro Bolchi (1989)
- Top Kids, regia di Michael Pfleghar (1991)
- Chi tocca muore (Touch and Die), regia di Piernico Solinas (1992)
- La femme de l'amant, regia di Christopher Frank (1992)
- Oh pardon! Tu dormais..., regia di Jane Birkin (1992)
- Missus, regia di Alberto Negrin (1993)
- Delitti privati, regia di Sergio Martino (1993)
- Le trajet de la foudre, regia di Jacques Bourton (1994)
- Il biglietto vincente (Une petite fille particulière), regia di Jean-Pierre Prévost (1995)
- Une page d'amour, regia di Serge Moati (1995)
- Mafia rouge, regia di Michel Sibra (1996)
- Hold-up en l'air, regia di Eric Civanyan (1996)
- In fondo al cuore, regia di Luigi Perelli (1997)
- Un homme digne de confiance, regia di Philippe Monnier (1997)
- Victor Schoelcher, l'abolition, regia di Paul Vecchiali (1998)
- L'elefante bianco, regia di Gianfranco Albano (1998)
- Vado e torno, regia di Vittorio Sindoni (1998)
- Nora, regia di Edouard Molinaro (1999)
- Chasseurs d'écume, regia di Denys Granier-Deferre (1999)
- Un enfant, un secret, regia di Paolo Barzman (2000)
- Nanà, regia di Alberto Negrin (2001)
- La peine d'une mère, regia di Gilles Béhat (2004)
- Electrochoc, regia di Gérard Marx (2004)
- Le piano oublié, regia di Henri Helman (2007)
- Hold-up à l'italienne, regia di Claude-Michel Rome (2008)
- Louis XI, le pouvoir fracassé, regia di Henri Helman (2011)

### Produttore
- Z - L'orgia del potere (Z), regia di Costa-Gavras (1969)
- Camarades, regia di Marin Karmitz (1970)
- L'étrangleur, regia di Paul Vecchiali (1972)
- L'Amerikano (État de siège), regia di Costa-Gavras (1972)
- Home Sweet Home, regia di Benoît Lamy (1973)
- L'affare della Sezione Speciale (Section spéciale), regia di Costa-Gavras (1975)
- La guerre d'Algérie, regia di Yves Courrière e Philippe Monnier (1975)
- Bianco e nero a colori (La Victoire en chantant), regia di Jean-Jacques Annaud (1976)
- Il deserto dei Tartari, regia di Valerio Zurlini (1976)
- L'adoption, regia di Marc Grunebaum (1979)
- I quarantesimi ruggenti (Les quarantièmes rugissants), regia di Christian de Chalonge (1982)
- Médecins des hommes (1988)
- Le peuple singe, regia di Gérard Vienne (1989)
- La vita sospesa (Hors la vie), regia di Maroun Bagdadi (1991)
- Oh pardon! Tu dormais..., regia di Jane Birkin (1992)
- Wolf-Hunt, regia di Zlatina Rousseva (1993)
- Guelwaar, regia di Ousmane Sembène (1993)
- Les enfants de Lumière (1995)
- Microcosmos - Il popolo dell'erba (Microcosmos), regia di Claude Nuridsany e Marie Pérennou (1996)
- Himalaya - L'infanzia di un capo (Himalaya, l'enfance d'un chef), regia di Éric Valli (1999)
- Il popolo migratore (Le peuple migrateur) (2001) - anche regia, con Jacques Cluzaud e Michel Debats
- L'empire du milieu du sud (2002) - anche regia, con Eric Deroo
- 11 settembre 2001 (11'09"01 - September 11) (2002)
- La vie comme elle va, regia di Jean-Henri Meunier (2003)
- Les choristes - I ragazzi del coro (Les choristes), regia di Christophe Barratier (2004)
- Le carnet rouge, regia di Mathieu Simonet (2004)
- Héros fragiles, regia di Emilio Pacull (2007)
- Modern Love, regia di Stéphane Kazandjian (2008)
- Tabarly, regia di Pierre Marcel (2008)
- Paris 36 (Faubourg 36), regia di Christophe Barratier (2008)
- L'insurgée, regia di Laurent Perreau (2009)
- Océans (2009)
- Voyage of Time, regia di Terrence Malick (2016)
- Il mistero di Donald C. (The Mercy), regia di James Marsh (2018)

### Regista
- Il popolo migratore (Le peuple migrateur) (2001) - con Jacques Cluzaud e Michel Debats
- L'empire du milieu du sud (2002) - con Eric Deroo
- La vita negli oceani (Océans) (2009) - con Jacques Cluzaud

## Doppiatori italiani
- Massimo Turci in Cronaca familiare, La ragazza con la valigia, La corruzione, La calda vita, Vagone letto per assassini, La favolosa storia di Pelle d'Asino
- Cesare Barbetti in Z - L'orgia del potere, Nuovo Cinema Paradiso, La corsa dell'innocente, Ti voglio bene Eugenio
- Gino La Monica in Les choristes - I ragazzi del coro, L'enfer, Remi
- Pino Colizzi in Un uomo a metà
- Manlio De Angelis in L'affare della Sezione Speciale
- Giancarlo Giannini in Il deserto dei Tartari
- Luciano Marchitiello in I quarantesimi ruggenti
- Emilio Cappuccio in La medusa
- Pino Locchi in Il generale
- Massimo Ghini in In nome del popolo sovrano
- Renato Cortesi in Delitti privati
- Gianni Giuliano in Prima la musica, poi le parole
- Stefano De Sando in Il patto dei lupi

Da doppiatore è sostituito da:
- Massimo Corvo in Microcosmos - Il popolo dell'erba
- Danilo De Girolamo ne Il popolo migratore
- Neri Marcorè in Océans

## Riconoscimenti
- Premio Oscar
  - 1970 – Candidatura al miglior film per Z
  - 2003 – Candidatura al miglior documentario per Il popolo migratore
- Festival di Venezia
  - 1966 – Coppa Volpi per la migliore interpretazione maschile per Un uomo a metà
- Premio César
  - 1997 – Miglior produttore per Microcosmos - Il popolo dell'erba
  - 2002 – Candidature al miglior regista esordiente ler Il popolo migratore
  - 2011 – Miglior documentario per Océans
- Premio BAFTA
  - 2005 – Candidatura al miglior attore non protagonista per Les choristes – I ragazzi del coro
- Stella d'Oro della Stampa del Cinema Francese (2005)
- Étoile d'or du producteur
- 2007 – Premio Henri Langlois